# Фрейм, Алекс
Алекс Фрейм (англ. Alex Frame; род. 18 июня 1993, Крайстчерч, Новая Зеландия) — новозеландский профессиональный трековый и шоссейный велогонщик, выступающий  за команду мирового тура «Trek-Segafredo». Чемпион мира на треке в командной гонке преследования (2015). 

## Достижения

### Трек
2011
Чемпионат мира по трековым велогонкам среди юниоров
3-й  - Гонка по очкам
3-й  - Командная гонка преследования
2015
1-й  Чемпион мира - Командная гонка преследования
Чемпионат Новой Зеландии
1-й  Чемпион Новой Зеландии - Скрэтч
2016
1-й  Чемпион Новой Зеландии - Скрэтч

### Шоссе
2013
3-й - Чемпионат Новой Зеландии — групповая гонка (U-23)
5-й - Чемпионат Новой Зеландии — индивидуальная гонка
6-й - Boucle de l'Artois - Генеральная классификация
9-й - Классика Новой Зеландии - Генеральная классификация
2014
8-й - Гармин Велотон Берлин
2015
8-й - An Post Rás - Генеральная классификация
2017
1-й - этапы 3 и 5 Классика Новой Зеландии
1-й - этап 2 Тур Луара и Шера
1-й - пролог и этап 3 Истриан Спринг Трофи
3-й - Трофей Умага
5-й - Трофей Пореча